# RollerCoaster Tycoon 2
RollerCoaster Tycoon 2 (RCT 2) es un videojuego de estrategia empresarial y construcción y gestión publicado el 15 de octubre de 2002. Fue desarrollado por el programador y diseñador Chris Sawyer, el grafista Simon Foster y el compositor Allister Brimble y publicado por Infogrames, más tarde conocida como Atari). franquicia estadounidense de parques temáticos. Una de las nuevas atracciones que incluía, es la Montaña rusa 4ª dimensión. Hubo dos expansiones para esta secuela: Wacky Worlds (publicada el 8 de mayo de 2003) y Time Twister (22 de octubre de 2003). Ambas incluían nuevos elementos, escenarios y atracciones.

## Expansiones
Hubo dos expansiones para esta secuela: Wacky Worlds (publicada el 8 de mayo de 2003) y Time Twister (22 de octubre de 2003). Ambas incluían nuevos elementos, escenarios y atracciones.
Además también hubo dos recopilaciones:
- RollerCoaster Tycoon 2: Combo Park Pack (2003); Incluye juego original y la expansión Wacky Worlds expansion.
- RollerCoaster Tycoon 2: Triple Thrill Pack (2004); Incluye juego original con todas sus expansiones.